# Rodney Parade
Die Rodney Parade ist ein Rugby- und Fußballstadion in der walisischen Stadt Newport, Vereinigtes Königreich. Die Sportstätte liegt am Ostufer des Flusses Usk und beheimatet die Rugby-Union-Vereine Newport RFC und Newport Gwent Dragons sowie den Fußballverein AFC Newport County. 
Die Anlage bietet Platz für 11.676 Zuschauer, beim Fußball ist die Zahl auf 7.850 Besucher begrenzt. Es verfügt über zwei überdachte Tribünen, im Westen über den Hazell Stand und im Osten über den Bisley Stand. Im Norden des Stadions steht eine nicht überdachte Tribüne und im Süden befindet sich neben den Umkleidekabinen der Spieler und einem Medienzentrum eine kleine unüberdachte Sitztribüne für die Fans der Gastmannschaft (Sytner Stand).

## Geschichte
Im Jahr 1875 wurde der Newport Athletic Club gegründet, der sich zwei Jahre später die Nutzung von Land an der Rodney Parade von Lord Tredegar sicherte. Das Land diente dem Club für Spiele und Training seiner Cricket-, Tennis- und Rugbymannschaften. In den Jahren 1901 bis 1934 nutzte der Monmouthshire County Cricket Club das Stadion für seine Spiele. Seit 2012 trägt der AFC Newport County seine Heimspiele in der Rodney Parade aus.

## Zuschauerschnitt und Besucherrekord
Die Zahlen betreffen die Spiele des AFC Newport County. Am 27. Januar 2018 kamen zum Spiel im FA Cup 2017/18 gegen die Tottenham Hotspur 9.836 Zuschauer in das Stadion. Für die Partie wurden Zusatztribünen aufgebaut.
- 2011/12: 1.350 (Conference National)
- 2012/13: 2.371 (Conference National)
- 2013/14: 3.453 (Football League Two)
- 2014/15: – (Football League Two)
- 2015/16: 2.731 (Football League Two)
- 2016/17: 2.861 (EFL League Two)
- 2017/18: 3.489 (EFL League Two)